# Joseph P. Overton
Joseph Paul Overton (South Haven, 4 gennaio 1960 – Caro, 30 giugno 2003) è stato un sociologo e attivista statunitense.

## Biografia
Nacque a South Haven, nel Michigan, il 4 gennaio 1960.
Frequentò la Herbert Henry Dow High School nel comune di Midland, quindi studiò ingegneria alla Michigan Technological University e legge alla Western Michigan University Cooley Law School.
Negli ultimi anni di vita risiedette a Midland.

### Morte
Morì il 30 giugno 2003 all'aeroporto di Caro a seguito delle ferite riportate in un incidente aereo occorso durante il suo primo volo con un mono-posto ultra-leggero, assistito dall'istruttore di volo a terra. Le cause dell'incidente non furono immediatamente chiare.

## Carriera
Iniziò a lavorare come volontario al Mackinac Center for Public Policy, un'associazione non-profit e think tank liberista, e nel 1992 venne assunto a tempo pieno. In seguito, divenne vice-presidente senior.
Diede un notevole contributo alla crescita dell'associazione, sia in termini operativi che di pubblicazioni a sostegno delle privatizzazioni nel settore scolastico ed altri.
Tra i contributi più notevoli, è da menzionare la cosiddetta finestra di Overton, una teoria di ingegneria sociale che porta il suo nome.